# Fernando Madrigal
Fernando Madrigal González (ur. 12 listopada 1991 w León) – meksykański piłkarz występujący na pozycji defensywnego pomocnika, od 2023 roku zawodnik Tijuany.